# 默特尔·B·麦格劳
默特尔·B·麦格劳（1899年—1988年）是一位美国心理学家、神经生物学家和儿童发育学家，出生于阿拉巴马州伯明翰，毕业于哥伦比亚大学。